# 마이아 (항성)
좌표:  03h 45m 49.607s, +24° 22′ 03.895″
마이아(Maia, 또는 황소자리 20)는 황소자리의 플레이아데스성단 내 구성원들 중 하나이다. 마이아의 이름은 그리스 신화에서 아틀라스와 플레이오네의 일곱 딸들 중 하나에서 따 온 것이다. 지구에서의 거리는 385 광년 정도이며, 겉보기 밝기는 3.87로 플레이아데스 구성원들 중 알키오네, 아틀라스, 엘렉트라 다음으로 밝다.
알키오네(황소자리 에타)를 제외하고는 플레이아데스성단의 나머지 구성원들에는 바이어 기호가 없이 플램스티드 기호만이 붙어 있다. 마이아의 분광형은 B로 청색 거성에 속하며 태양보다 660배 많은 에너지를 발산하고, 표면 온도는 12,600 켈빈이다. 알키오네의 반지름은 태양의 5.5배이다.
알키오네는 중심핵에 있던 수소를 소진하거나 얼마 안 가 모두 소진할 것으로 생각된다. 알키오네의 질량은 태양의 네 배가 약간 넘는다. 성단 내 다른 별들과 마찬가지로 마이아는 메로페 주변에서 가장 밝게 보이는 반사 성운과 연결되어 있다. 마이아의 자전 속도는 상대적으로 느리며 따라서 조용한 대기 상태를 보여 준다. 그 결과 이종(異種)의 원자들이 중력 때문에 항성 내부로 빨려 들어간 반면, 또 다른 원자들은 복사에 의해 항성 외부로 나와 있는 상태를 보여준다. 이러한 효과로 인해 알키오네는 ‘수은-망가니즈 항성’으로 분류된다.